# Federale steden van Rusland
De Russische Federatie is onderverdeeld in 89 deelgebieden (bestuurlijke eenheden), waaronder 3 federale steden:
1. Moskou
2. Sint-Petersburg
3. Sebastopol[1]

Sinds 2000 is boven de deelgebieden een overkoepelende bestuurlijke laag ingesteld in de vorm van federale districten.